# Мермер (міфологія)
Мермер (дав.-гр. Μέρμερος) — ім'я декількох персонажів давньогрецької міфології:
- Мермер — один з двох синів Ясона та Медеї. Коринфяни, обурені вбивством Главки, доньки царя Креонта, побили насмерть камінням дітей Медеї, в тому числі й Мермера. За іншою версією, Медея, щоб помститися Ясону за зраду, вбила синів сама. За ще однією — вбила випадково.
- Мермер — один з кентаврів.
- Мермер — троянець, який загинув у бою під час Троянської війни, після чого як приз його панцир отримав Антілох. У свою чергу його вбив у бою Мемнон, союзник троянців.